# Opština Majdanpek
Die Opština Majdanpek (Kyrillisch: Општина Мајданпек, deutsch Gemeinde Majdanpek) ist eine Opština im Okrug Bor im Osten Serbiens. Verwaltungshauptstadt ist die gleichnamige Stadt Majdanpek.

## Geographie

### Lage
Die Gemeinde grenzt im Norden an den Fluss Donau, die gesamte Gemeinde befindet sich im Nationalpark Đerdap.

### Städte und Dörfer
| - Boljetin - Crnajka - Debeli Lug - Donji Milanovac - Golubinje - Jasikovo - Klokočevac - Leskovo | - Majdanpek - Miroč - Mosna - Rudna Glava - Topolnica - Vlaole |

### Nachbargemeinden
Negotin, Kladovo, Bor, Golubac, Kučevo, Žagubica

## Einwohner
Laut Volkszählung 2002 (Eigennennung) gab es 23.703 Einwohner in der Gemeinde. Davon waren:
|                                      | Anzahl | Prozent |
| Gesamt                               | 23.703 | 100     |
| Serben                               | 19.399 | 81,59   |
| Walachen (Rumänen südlich der Donau) | 2.817  | 11,89   |
| Andere (Bulgaren, Roma usw.)         | 1.487  | 6,52    |